# Кулеша, Рышард
Рышард Кулеша (пол. Ryszard Kulesza, 28 сентября 1931, Варшава, Польша — 19 мая 2008, там же) — польский футболист, нападающий и полузащитник, тренер.

## Биография

### Детские годы
Рышард Кулеша родился 28 сентября 1931 года в Варшаве.
Отец Рышарда был убит власовцами в 1944 году во время Варшавского восстания. Будущий футболист чудом выжил, после того как немецкий солдат бросил его под танк. После провала восстания был вывезен в Германию в качестве остарбайтера, но бежал и вернулся домой пешком.

### Игровая карьера
Занимался футболом в варшавских командах «Окенче» (1945—1949) и «Колеярж» (1949—1950).
Выступал на позициях левого крайнего нападающего и полузащитника. Большую часть карьеры провёл в «Колеярже»/«Полонии», за которую играл в 1950—1954, 1956—1957 и 1960—1961 годах. В 1952 году стал обладателем Кубка Польши. Также защищал цвета варшавской «Гвардии» (1955) и «Полонии» из Быдгоща (1958—1959).
Выступал за юношескую сборную Польши.

### Тренерская карьера
По окончании игровой карьеры работал тренером. Начал карьеру в «Рухе» из Пясечно. С 1963 по 1965 год работал с «Мазовией» из Груеца, с 1966 по 1972 год — со «Зничем» из Прушкова, с 1972 по 1974 год — с гданьской «Лехией».
С 1974 по 1978 год возглавлял молодёжную сборную Польши. С 1976 по 1978 год входил в тренерский штаб сборной страны, где ассистировал Казимежу Гурскому и Яцеку Гмоху.
В октябре 1978 года возглавил сборную Польши, которую не сумел вывести в финальную часть чемпионата Европы и футбольного турнира летних Олимпийских игр 1980 года. Был отправлен в отставку в декабре 1980 года после скандала в Окенче. 28 ноября вратарь Юзеф Млынарчик прибыл пьяным в местный аэропорт, откуда сборная должна была вылететь на отборочный матч чемпионата мира против Мальты. Кулеша решил наказать Млынарчика и оставить в Польше, однако в его защиту выступили игроки Збигнев Бонек, Станислав Терлецкий и Владислав Жмуда. В результате Кулеша всё-таки взял Млынарчика в команду, однако Польский футбольный союз решил наказать голкипера и его защитников и вернул их в Польшу. Футболистов отстранили от выступлений за сборную, а Кулешу отправили в отставку.
С 1981 по 1983 год он возглавлял сборную Туниса. Затем тренировал марокканскую «Ваджду» (1984—1986), тунисские «Сфаксьен» (1986—1987) и «Бизертен» (1987—1988).
В 1990 году вновь входил в тренерский штаб сборной Польши.

### Управленческая карьера
С 1989 года был членом президиума и председателем тренерского совета Польского футбольного союза. Инициировал создание тренерской школы при футбольном союзе, которую прозвали «Кулешовкой». С 1991 по 1999 год был вице-президентом союза по тренерским вопросам. В 1993 году был одним из сторонников наказания для варшавской «Легии», которую лишили чемпионства, добытого с помощью коррупционного сговора.
В 1995 году был награждён Золотым Крестом Заслуги, в 1999 году — рыцарским крестом Ордена Возрождения Польши.

### Последние годы
В конце жизни страдал от болезни Альцгеймера.
Умер 19 мая 2008 года в больнице в варшавском районе Мендзылесе. Похоронен 29 мая 2008 года на Черняковском кладбище в Варшаве.

## Достижения

### В качестве игрока
Полония (Варшава)
- Обладатель Кубка Польши (1): 1952.